# 大石亨
大石 亨（おおいし とおる、1974年7月11日 - ）は、日本の空手家。佐賀県出身。身長185cm。士魂村上塾所属。国立佐世保工業高等専門学校出身。
元MA日本キックボクシング連盟ヘビー級王者、初代ACCELヘビー級王者）。

## 経歴
武蔵や中迫剛といったK-1JAPANトップ選手と共に長く日本を代表するヘビー級戦士として闘い続けてきた。ファイトスタイルは荒々しく常に全力投球で挑むスタイル。
K-1に参戦していた時代には、「怖い顔のテクニシャン」などというフレーズで紹介されたこともあった。武蔵、中迫剛、藤本祐介などといった選手と対戦経験がある。尚、当時JAPAN勢で武蔵に次ぐ実力者であった中迫剛を大方の予想を覆して勝利するなど地力を見せた。海外強豪のエロール・パリス、ロイド・ヴァン・ダムとも対戦経験があり、ヴァン・ダム戦はフラフラになりながらも気合で踏みとどまり、５Rフルに戦い抜いた。試合後、「彼も私と同じくタフなファイターだった」とヴァン・ダムを驚かせた。K-1での戦績は11勝（5KO)7敗2分だった。空手家の鈴木政司は大石戦の敗北を機に「凄い相手とやったことで満足した」と引退している。

## 人物
趣味は読書、サーフィン、スノボー
好きな言葉は人間万事塞翁が馬
尊敬する人は坂本龍馬、村上竜司、石原莞爾

## 獲得タイトル
- 第15回士道館全日本大会無差別級 優勝
- 第16回士道館全日本大会無差別級 準優勝
- 第17回士道館全日本大会無差別級 優勝
- MA日本キックボクシング連盟ミドル級王座
- ACCELヘビー級王座
- 2011 士道館全日本大会無差別級 優勝
- 2012 士道館全日本大会無差別級優勝

## 出演
映画
- ろくでなしBLUES（1996年）